# 4 Heures du Red Bull Ring 2021
Navigation
Édition précédente Édition suivante
Les 4 Heures du Red Bull Ring 2021, disputés le 16 mai 2021 sur le Circuit de Spielberg, sont la vingt-deuxième édition de cette course, la sixième sur un format de quatre heures, et la deuxième manche de l'European Le Mans Series 2021.

## Engagés

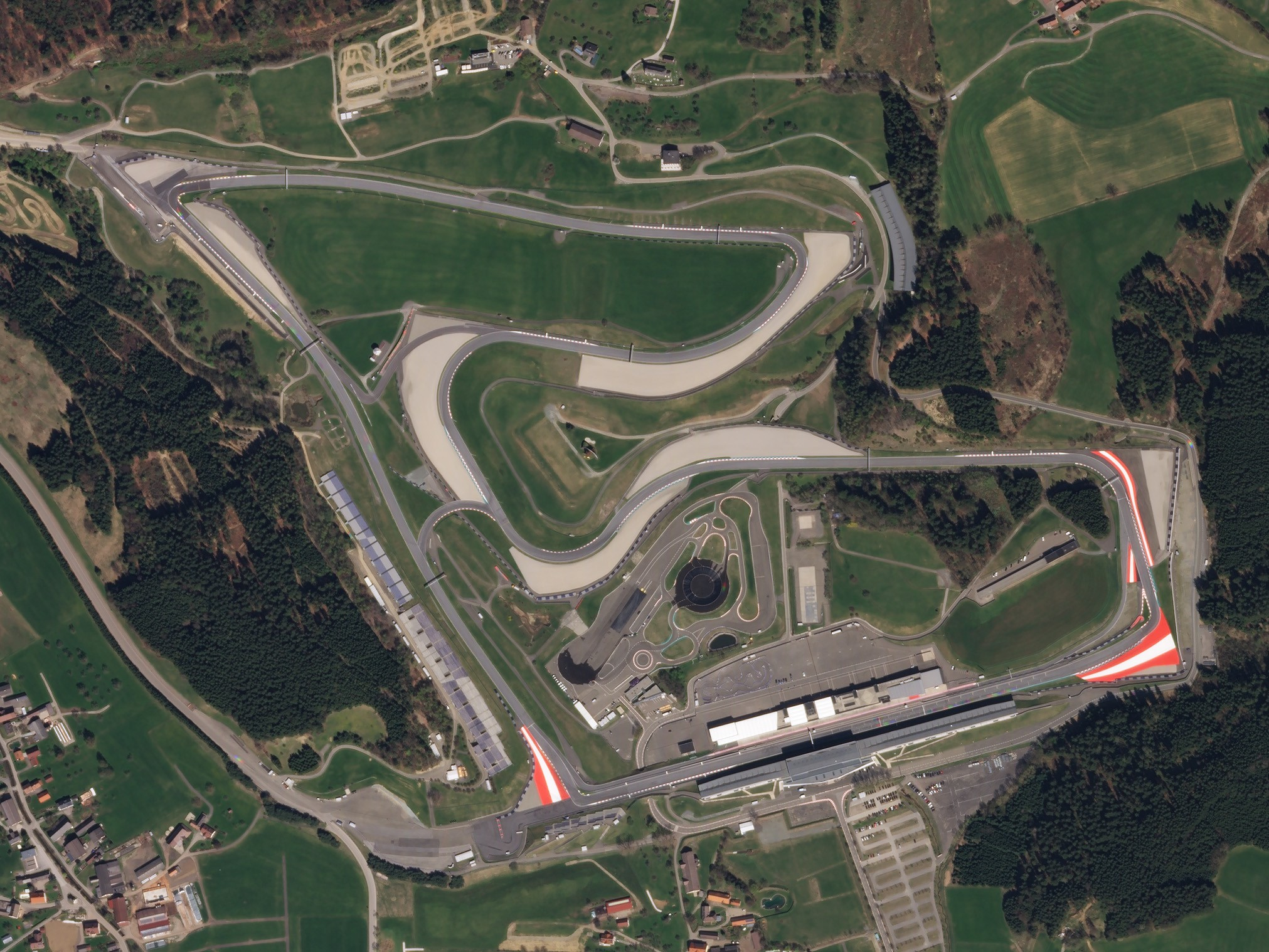
Vu satellite du Red Bull Ring

La liste officielle des engagés était composée de 41 voitures, dont 16 en LMP2 dont 7 Pro/Am, 16 en LMP3 et 9 en LM GTE,.
Dans la catégorie LMP2, James Allen a retrouvé le baquet de l’Oreca 07 n°65 aux côtés de Julien Canal et Will Stevens après avoir manqué les 4 Heures de Barcelone pour cause de Covid 19. L'Oreca 07 n°65 de l'écurie turque Racing Team Turkey a fait évoluer son équipage et Logan Sargeant a remplacé Harry Tincknell qui était retenu par ses engagements en WeatherTech SportsCar Championship avec le Mazda Motorsports pour lequel il a participé aux Sports Car Challenge at Mid-Ohio. Gustavo Menezes a quant à lui remplacé Ricky Taylor dans le baquet de l'Oreca 07 n°21 de l'écurie américaine DragonSpeed USA. Pietro Fittipaldi a dû céder son baquet à Roberto Merhi car les calendriers des différents championnats où il était engagé ont évolué à cause de la Pandémie de Covid-19 et ses engagements en IndyCar et en tant que pilote de réserve de l'écurie de formule 1 Haas F1 Team ont fait qu'il ne pourra pas participer aux manches restantes de l'European Le Mans Series.

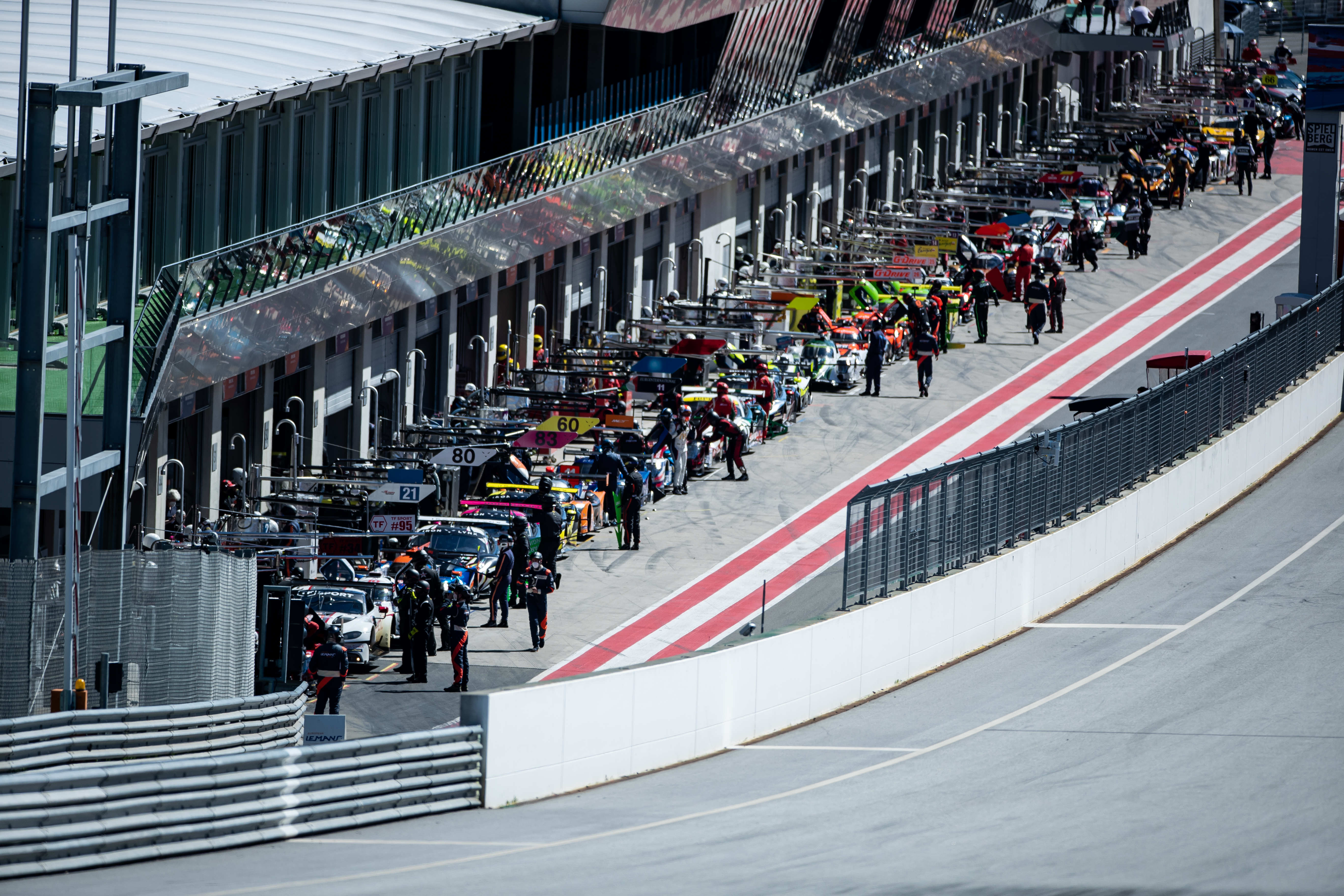
Le paddock lors des 4 Heures du Red Bull Ring 2021

Dans la catégorie LMP3, Julius Adomavicius a dû céder son baquet de la Ligier JS P320 n°13 de l'écurie polonaise Inter Europol Competition Gustas Grinbergas pour cause de Covid 19. À noter également l'arrivée du pilote turc Cem Bolukasi sur la Ligier JS P320 de l'écurie italienne Eurointernational à la place de Mateusz Kaprzyk. Cela a permis à l'écurie d'avoir deux pilote bronze et ainsi de permettre au pilote néerlandais Joey Alders de participer a cette manche après avoir été écarté de l'équipage lors des 4 Heures de Barcelone pour cause de classification des pilotes. Le pilote français Jean-Philippe Dayraut avait également rejoint l'écurie luxembourgeoise DKR Engineering afin de compléter l'équipage. 
Dans la catégorie GTE, la Ferrari 488 GTE Evo n°88 de l'écurie italienne AF Corse a fait son retour à la compétition après avoir manqué la manche précédente pour cause de Covid 19 pour les pilotes Emmanuel Collard et François Perrodo. Dans la Porsche 911 RSR-19 n°77 de l'écurie Proton Competition, Cooper MacNeil et Matt Campbell ont remplacé respectivement Jaxon Evans et Gianmaria Bruni. Dans l'Aston Martin Vantage AMR n°95 de l'écurie TF Sport, Jonathan Adam a remplacé Ross Gunn.

## Essais libres

### Première séance, le vendredi de 13 h 00 à 14 h 30
Après une journée du jeudi consacrée aux essais collectifs, les essais libres des 4 Heures du Red Bull Ring ont commencé le vendredi. Malgré des prévisions météorologiques pessimistes, la première séance d’essais libres s’est déroulée sous un beau soleil.
| Pos. | Classe | N° | Écurie            | Temps                        | Tours |
| ---- | ------ | -- | ----------------- | ---------------------------- | ----- |
| 1    | LMP2   | 22 | United Autosports | 1 min 22 s 051 (au 7e tour)  | 30    |
| 2    | LMP2   | 26 | G-Drive Racing    | 1 min 22 s 107 (au 2e tour)  | 43    |
| 3    | LMP2   | 21 | DragonSpeed USA   | 1 min 22 s 109 (au 6e tour)  | 54    |
| 17   | LMP3   | 4  | DKR Engineering   | 1 min 25 s 510 (au 5e tour)  | 19    |
| 18   | LMP3   | 2  | United Autosports | 1 min 26 s 005 (au 7e tour)  | 40    |
| 19   | LMP3   | 3  | United Autosports | 1 min 26 s 067 (au 8e tour)  | 40    |
| 33   | LMGTE  | 88 | AF Corse          | 1 min 28 s 520 (au 3e tour)  | 52    |
| 34   | LMGTE  | 60 | Iron Lynx         | 1 min 28 s 705 (au 6e tour)  | 50    |
| 35   | LMGTE  | 80 | Iron Lynx         | 1 min 28 s 785 (au 36e tour) | 44    |

### Deuxième séance, le samedi de 10 h 00 à 11 h 30
| Pos. | Classe | N° | Écurie             | Temps                        | Tours |
| ---- | ------ | -- | ------------------ | ---------------------------- | ----- |
| 1    | LMP2   | 24 | Algarve Pro Racing | 1 min 21 s 741 (au 49e tour) | 50    |
| 2    | LMP2   | 25 | G-Drive Racing     | 1 min 21 s 796 (au 49e tour) | 57    |
| 3    | LMP2   | 22 | United Autosports  | 1 min 22 s 028 (au 36e tour) | 43    |
| 17   | LMP3   | 20 | Team Virage        | 1 min 26 s 231 (au 46e tour) | 49    |
| 18   | LMP3   | 3  | United Autosports  | 1 min 26 s 232 (au 32e tour) | 33    |
| 19   | LMP3   | 11 | EuroInternational  | 1 min 26 s 533 (au 41e tour) | 42    |
| 25   | LMGTE  | 88 | AF Corse           | 1 min 27 s 510 (au 48e tour) | 53    |
| 27   | LMGTE  | 80 | Iron Lynx          | 1 min 27 s 631 (au 39e tour) | 40    |
| 29   | LMGTE  | 83 | Iron Lynx          | 1 min 27 s 635 (au 50e tour) | 51    |

## Qualifications
Les qualifications avait été perturbées par la pluie pour la catégorie LMP3.
| Pos. | Classe | N° | Équipe                    | Pilote                 | Temps          | Écart      |
| 1    | LMP2   | 34 | Racing Team Turkey        | Logan Sargeant         | 1 min 20 s 596 | --         |
| 2    | LMP2   | 24 | Algarve Pro Racing        | Ferdinand von Habsburg | 1 min 20 s 753 | + 0 s 157  |
| 3    | LMP2   | 32 | United Autosports         | Nico Jamin             | 1 min 20 s 877 | + 0 s 281  |
| 4    | LMP2   | 25 | G-Drive Racing            | Roberto Merhi          | 1 min 20 s 953 | + 0 s 357  |
| 5    | LMP2   | 41 | Team WRT                  | Louis Delétraz         | 1 min 21 s 037 | + 0 s 441  |
| 6    | LMP2   | 28 | IDEC Sport                | Paul-Loup Chatin       | 1 min 21 s 100 | + 0 s 504  |
| 7    | LMP2   | 26 | G-Drive Racing            | Nyck de Vries          | 1 min 21 s 243 | + 0 s 647  |
| 8    | LMP2   | 22 | United Autosports         | Philip Hanson          | 1 min 21 s 321 | + 0 s 725  |
| 9    | LMP2   | 21 | DragonSpeed USA           | Ben Hanley             | 1 min 21 s 356 | + 0 s 760  |
| 10   | LMP2   | 65 | Panis Racing              | Will Stevens           | 1 min 21 s 462 | + 0 s 866  |
| 11   | LMP2   | 37 | Cool Racing               | Nicolas Lapierre       | 1 min 21 s 563 | + 0 s 967  |
| 12   | LMP2   | 29 | Ultimate                  | Matthieu Lahaye        | 1 min 21 s 628 | + 1 s 032  |
| 13   | LMP2   | 39 | Graff                     | Vincent Capillaire     | 1 min 21 s 720 | + 1 s 124  |
| 14   | LMP2   | 30 | DUQUEINE Team             | Tristan Gommendy       | 1 min 21 s 993 | + 1 s 397  |
| 15   | LMP2   | 17 | IDEC Sport                | Ryan Dalziel           | 1 min 22.023   | + 1 s 427  |
| 16   | LMP2   | 35 | BHK Motorsport            | Markus Pommer          | 1 min 22.220   | + 1 s 624  |
| 17   | LMGTE  | 88 | AF Corse                  | Alessio Rovera         | 1 min 27 s 200 | + 6 s 604  |
| 18   | LMGTE  | 83 | Iron Lynx                 | Michelle Gatting       | 1 min 27 s 528 | + 6 s 932  |
| 19   | LMGTE  | 60 | Iron Lynx                 | Paolo Ruberti          | 1 min 27 s 589 | + 6 s 993  |
| 20   | LMGTE  | 80 | Iron Lynx                 | Miguel Molina          | 1 min 27 s 753 | + 7 s 157  |
| 21   | LMGTE  | 77 | WeatherTech Racing        | Matt Campbell          | 1 min 27 s 948 | + 7 s 352  |
| 22   | LMGTE  | 95 | TF Sport                  | Jonathan Adam          | 1 min 28 s 000 | + 7 s 404  |
| 23   | LMGTE  | 55 | Spirit of Race            | Matt Griffin           | 1 min 28 s 024 | + 7 s 428  |
| 24   | LMGTE  | 93 | Proton Competition        | Richard Lietz          | 1 min 28 s 071 | + 7 s 475  |
| 25   | LMP3   | 4  | DKR Engineering           | Laurents Hörr          | 1 min 29 s 243 | + 8 s 647  |
| 26   | LMGTE  | 66 | JMW Motorsport            | Andrea Fontana         | 1 min 29 s 377 | + 8 s 781  |
| 27   | LMP3   | 2  | United Autosports         | Wayne Boyd             | 1 min 29 s 468 | + 8 s 872  |
| 28   | LMP3   | 3  | United Autosports         | Duncan Tappy           | 1 min 29 s 597 | + 9 s 001  |
| 29   | LMP3   | 18 | 1 AIM Villorba Corse      | Damiano Fioravanti     | 1 min 30 s 500 | + 9 s 904  |
| 30   | LMP3   | 20 | Team Virage               | Garett Grist           | 1 min 30 s 743 | + 10 s 147 |
| 31   | LMP3   | 19 | Cool Racing               | Niklas Krütten         | 1 min 31 s 226 | + 10 s 630 |
| 32   | LMP3   | 8  | Graff                     | David Droux            | 1 min 31 s 563 | + 10 s 967 |
| 33   | LMP3   | 11 | Eurointernational         | Joey Alders            | 1 min 31 s 978 | + 11 s 382 |
| 34   | LMP3   | 14 | Inter Europol Competition | Mateusz Kaprzyk        | 1 min 32 s 983 | + 12 s 387 |
| 35   | LMP3   | 15 | RLR Msport                | Malthe Jakobsen        | 1 min 33 s 238 | + 12 s 642 |
| 36   | LMP3   | 9  | Graff                     | Matthias Kaiser        | 1 min 33 s 338 | + 12 s 742 |
| 37   | LMP3   | 12 | Racing Experience         | Gary Hauser            | 1 min 33 s 428 | + 12 s 832 |
| 38   | LMP3   | 7  | Nielsen Racing            | Colin Noble            | 1 min 33 s 438 | + 12 s 842 |
| 39   | LMP3   | 5  | MV2S Racing               | Fabien Lavergne        | 1 min 33 s 580 | + 12 s 984 |
| 40   | LMP3   | 6  | Nielsen Racing            | Max Koebolt            | 1 min 34 s 179 | + 13 s 583 |
| 41   | LMP3   | 13 | Inter Europol Competition | Ugo de Wilde           | 1 min 34 s 266 | + 13 s 670 |

## Course

### Classement de la course
Voici le classement final au terme de la course.
- Les vainqueurs de chaque catégorie sont signalés par un fond jauni.
- Pour la colonne Pneus, il faut passer le curseur au-dessus du modèle pour connaître le manufacturier de pneumatiques.

| Pos  | Classe | no | Écurie                    | Pilotes                                                  | Châssis                        | Pneus | Tours | Temps               |
| Pos  | Classe | no | Écurie                    | Pilotes                                                  | Moteur                         | Pneus | Tours | Temps               |
| ---- | ------ | -- | ------------------------- | -------------------------------------------------------- | ------------------------------ | ----- | ----- | ------------------- |
| 1    | LMP2   | 41 | Team WRT                  | Louis Delétraz Robert Kubica Ye Yifei                    | Oreca 07                       | G     | 149   | 4 h 00 min 49 s 743 |
| 1    | LMP2   | 41 | Team WRT                  | Louis Delétraz Robert Kubica Ye Yifei                    | Gibson GK428 4,2 l V8 Atmo     | G     | 149   | 4 h 00 min 49 s 743 |
| 2    | LMP2   | 26 | G-Drive Racing            | Franco Colapinto Roman Rusinov Nyck de Vries             | Aurus 01                       | G     | 149   | 21 s 511            |
| 2    | LMP2   | 26 | G-Drive Racing            | Franco Colapinto Roman Rusinov Nyck de Vries             | Gibson GK428 4,2 l V8 Atmo     | G     | 149   | 21 s 511            |
| 3    | LMP2   | 25 | G-Drive Racing            | Rui Andrade John Falb Roberto Merhi                      | Aurus 01                       | G     | 149   | 1 min 32 s 227      |
| 3    | LMP2   | 25 | G-Drive Racing            | Rui Andrade John Falb Roberto Merhi                      | Gibson GK428 4,2 l V8 Atmo     | G     | 149   | 1 min 32 s 227      |
| 4    | LMP2   | 34 | Racing Team Turkey        | Salih Yoluç Charlie Eastwood Logan Sargeant              | Oreca 07                       | G     | 148   | + 1 tour            |
| 4    | LMP2   | 34 | Racing Team Turkey        | Salih Yoluç Charlie Eastwood Logan Sargeant              | Gibson GK428 4,2 l V8 Atmo     | G     | 148   | + 1 tour            |
| 5    | LMP2   | 29 | Ultimate                  | François Hériau Matthieu Lahaye Jean-Baptiste Lahaye     | Oreca 07                       | G     | 148   | + 1 tour            |
| 5    | LMP2   | 29 | Ultimate                  | François Hériau Matthieu Lahaye Jean-Baptiste Lahaye     | Gibson GK428 4,2 l V8 Atmo     | G     | 148   | + 1 tour            |
| 6    | LMP2   | 28 | IDEC Sport                | Paul-Loup Chatin Paul Lafargue Patrick Pilet             | Oreca 07                       | G     | 148   | + 1 tour            |
| 6    | LMP2   | 28 | IDEC Sport                | Paul-Loup Chatin Paul Lafargue Patrick Pilet             | Gibson GK428 4,2 l V8 Atmo     | G     | 148   | + 1 tour            |
| 7    | LMP2   | 22 | United Autosports         | Jonathan Aberdein Philip Hanson Tom Gamble               | Oreca 07                       | G     | 148   | + 1 tour            |
| 7    | LMP2   | 22 | United Autosports         | Jonathan Aberdein Philip Hanson Tom Gamble               | Gibson GK428 4,2 l V8 Atmo     | G     | 148   | + 1 tour            |
| 8    | LMP2   | 24 | Algarve Pro Racing        | Richard Bradley Ferdinand von Habsburg Diego Menchaca    | Oreca 07                       | G     | 148   | + 1 tour            |
| 8    | LMP2   | 24 | Algarve Pro Racing        | Richard Bradley Ferdinand von Habsburg Diego Menchaca    | Gibson GK428 4,2 l V8 Atmo     | G     | 148   | + 1 tour            |
| 9    | LMP2   | 30 | DUQUEINE Team             | René Binder Tristan Gommendy Memo Rojas                  | Oreca 07                       | G     | 148   | + 1 tour            |
| 9    | LMP2   | 30 | DUQUEINE Team             | René Binder Tristan Gommendy Memo Rojas                  | Gibson GK428 4,2 l V8 Atmo     | G     | 148   | + 1 tour            |
| 10   | LMP2   | 37 | Cool Racing               | Antonin Borga Alexandre Coigny Nicolas Lapierre          | Oreca 07                       | G     | 147   | + 2 tours           |
| 10   | LMP2   | 37 | Cool Racing               | Antonin Borga Alexandre Coigny Nicolas Lapierre          | Gibson GK428 4,2 l V8 Atmo     | G     | 147   | + 2 tours           |
| 11   | LMP2   | 17 | IDEC Sport                | Ryan Dalziel Dwight Merriman Kyle Tilley                 | Oreca 07                       | G     | 146   | + 3 tours           |
| 11   | LMP2   | 17 | IDEC Sport                | Ryan Dalziel Dwight Merriman Kyle Tilley                 | Gibson GK428 4,2 l V8 Atmo     | G     | 146   | + 3 tours           |
| 12   | LMP2   | 21 | DragonSpeed USA           | Ben Hanley Henrik Hedman Gustavo Menezes                 | Oreca 07                       | G     | 146   | + 3 tours           |
| 12   | LMP2   | 21 | DragonSpeed USA           | Ben Hanley Henrik Hedman Gustavo Menezes                 | Gibson GK428 4,2 l V8 Atmo     | G     | 146   | + 3 tours           |
| 13   | LMP2   | 39 | Graff                     | Vincent Capillaire Arnold Robin Maxime Robin (de)        | Oreca 07                       | G     | 145   | + 4 tours           |
| 13   | LMP2   | 39 | Graff                     | Vincent Capillaire Arnold Robin Maxime Robin (de)        | Gibson GK428 4,2 l V8 Atmo     | G     | 145   | + 4 tours           |
| 14   | LMP2   | 65 | Panis Racing              | Julien Canal Will Stevens James Allen                    | Oreca 07                       | G     | 145   | + 4 tours           |
| 14   | LMP2   | 65 | Panis Racing              | Julien Canal Will Stevens James Allen                    | Gibson GK428 4,2 l V8 Atmo     | G     | 145   | + 4 tours           |
| 15   | LMP2   | 35 | BHK Motorsport            | Sergio Campana Francesco Dracone Markus Pommer           | Oreca 07                       | G     | 145   | + 4 tours           |
| 15   | LMP2   | 35 | BHK Motorsport            | Sergio Campana Francesco Dracone Markus Pommer           | Gibson GK428 4,2 l V8 Atmo     | G     | 145   | + 4 tours           |
| 16   | LMP3   | 19 | Cool Racing               | Matthew Bell Niklas Krütten Nicolas Maulini              | Ligier JS P320                 | M     | 143   | + 6 tours           |
| 16   | LMP3   | 19 | Cool Racing               | Matthew Bell Niklas Krütten Nicolas Maulini              | Nissan VK56 5,6 l V8 Atmo      | M     | 143   | + 6 tours           |
| 17   | LMP3   | 11 | Eurointernational         | Andrea Dromedari Cem Bolukasi Joey Alders                | Ligier JS P320                 | M     | 143   | + 6 tours           |
| 17   | LMP3   | 11 | Eurointernational         | Andrea Dromedari Cem Bolukasi Joey Alders                | Nissan VK56 5,6 l V8 Atmo      | M     | 143   | + 6 tours           |
| 18   | LMP3   | 8  | Graff                     | David Droux Sébastien Page Eric Trouillet                | Ligier JS P320                 | M     | 143   | + 6 tours           |
| 18   | LMP3   | 8  | Graff                     | David Droux Sébastien Page Eric Trouillet                | Nissan VK56 5,6 l V8 Atmo      | M     | 143   | + 6 tours           |
| 19   | LMP3   | 13 | Inter Europol Competition | Martin Hippe Ugo de Wilde Ulysse de Pauw                 | Ligier JS P320                 | M     | 142   | + 7 tours           |
| 19   | LMP3   | 13 | Inter Europol Competition | Martin Hippe Ugo de Wilde Ulysse de Pauw                 | Nissan VK56 5,6 l V8 Atmo      | M     | 142   | + 7 tours           |
| 20   | LMP3   | 14 | Inter Europol Competition | Gustas Grinbergas Mateusz Kaprzyk Mattia Pasini          | Ligier JS P320                 | M     | 142   | + 7 tours           |
| 20   | LMP3   | 14 | Inter Europol Competition | Gustas Grinbergas Mateusz Kaprzyk Mattia Pasini          | Nissan VK56 5,6 l V8 Atmo      | M     | 142   | + 7 tours           |
| 21   | LMP3   | 2  | United Autosports         | Wayne Boyd Edouard Cauhaupé Rob Wheldon                  | Ligier JS P320                 | M     | 142   | + 7 tours           |
| 21   | LMP3   | 2  | United Autosports         | Wayne Boyd Edouard Cauhaupé Rob Wheldon                  | Nissan VK56 5,6 l V8 Atmo      | M     | 142   | + 7 tours           |
| 22   | LMP3   | 5  | MV2S Racing               | Adrien Chila Christophe Cresp Fabien Lavergne            | Ligier JS P320                 | M     | 142   | + 7 tours           |
| 22   | LMP3   | 5  | MV2S Racing               | Adrien Chila Christophe Cresp Fabien Lavergne            | Nissan VK56 5,6 l V8 Atmo      | M     | 142   | + 7 tours           |
| 23   | LMP2   | 32 | United Autosports         | Nico Jamin Manuel Maldonado Job van Uitert               | Oreca 07                       | G     | 142   | + 7 tours           |
| 23   | LMP2   | 32 | United Autosports         | Nico Jamin Manuel Maldonado Job van Uitert               | Gibson GK428 4,2 l V8 Atmo     | G     | 142   | + 7 tours           |
| 24   | LMGTE  | 88 | AF Corse                  | François Perrodo Emmanuel Collard Alessio Rovera         | Ferrari 488 GTE Evo            | G     | 142   | + 7 tours           |
| 24   | LMGTE  | 88 | AF Corse                  | François Perrodo Emmanuel Collard Alessio Rovera         | Ferrari F154CB 3,9 l V8 Turbo  | G     | 142   | + 7 tours           |
| 25   | LMP3   | 4  | DKR Engineering           | Laurents Hörr Leonard Weiss Jean-Philippe Dayraut        | Duqueine M30 - D08             | M     | 141   | + 8 tours           |
| 25   | LMP3   | 4  | DKR Engineering           | Laurents Hörr Leonard Weiss Jean-Philippe Dayraut        | Nissan VK56 5,6 l V8 Atmo      | M     | 141   | + 8 tours           |
| 26   | LMGTE  | 55 | Spirit of Race            | Duncan Cameron Matt Griffin David Perel                  | Ferrari 488 GTE Evo            | G     | 141   | + 8 tours           |
| 26   | LMGTE  | 55 | Spirit of Race            | Duncan Cameron Matt Griffin David Perel                  | Ferrari F154CB 3,9 l V8 Turbo  | G     | 141   | + 8 tours           |
| 27   | LMGTE  | 80 | Iron Lynx                 | Matteo Cressoni Rino Mastronardi Miguel Molina           | Ferrari 488 GTE Evo            | G     | 141   | + 8 tours           |
| 27   | LMGTE  | 80 | Iron Lynx                 | Matteo Cressoni Rino Mastronardi Miguel Molina           | Ferrari F154CB 3,9 l V8 Turbo  | G     | 141   | + 8 tours           |
| 28   | LMP3   | 3  | United Autosports         | Andrew Bentley Duncan Tappy James McGuire                | Ligier JS P320                 | M     | 141   | + 8 tours           |
| 28   | LMP3   | 3  | United Autosports         | Andrew Bentley Duncan Tappy James McGuire                | Nissan VK56 5,6 l V8 Atmo      | M     | 141   | + 8 tours           |
| 29   | LMP3   | 6  | Nielsen Racing            | Nick Adcock Max Koebolt Austin McCusker                  | Ligier JS P320                 | M     | 141   | + 8 tours           |
| 29   | LMP3   | 6  | Nielsen Racing            | Nick Adcock Max Koebolt Austin McCusker                  | Nissan VK56 5,6 l V8 Atmo      | M     | 141   | + 8 tours           |
| 30   | LMP3   | 7  | Nielsen Racing            | Colin Noble Anthony Wells                                | Ligier JS P320                 | M     | 141   | + 8 tours           |
| 30   | LMP3   | 7  | Nielsen Racing            | Colin Noble Anthony Wells                                | Nissan VK56 5,6 l V8 Atmo      | M     | 141   | + 8 tours           |
| 31   | LMGTE  | 93 | Proton Competition        | Michael Fassbender Felipe Laser (de) Richard Lietz       | Porsche 911 RSR-19             | G     | 141   | + 8 tours           |
| 31   | LMGTE  | 93 | Proton Competition        | Michael Fassbender Felipe Laser (de) Richard Lietz       | Porsche 4,2 l Flat-6 Atmo      | G     | 141   | + 8 tours           |
| 32   | LMGTE  | 66 | JMW Motorsport            | Jody Fannin Andrea Fontana Rodrigo Sales                 | Ferrari 488 GTE Evo            | G     | 140   | + 9 tours           |
| 32   | LMGTE  | 66 | JMW Motorsport            | Jody Fannin Andrea Fontana Rodrigo Sales                 | Ferrari F154CB 3,9 l V8 Turbo  | G     | 140   | + 9 tours           |
| 33   | LMGTE  | 77 | WeatherTech Racing        | Christian Ried Cooper MacNeil Matt Campbell              | Porsche 911 RSR-19             | G     | 140   | + 9 tours           |
| 33   | LMGTE  | 77 | WeatherTech Racing        | Christian Ried Cooper MacNeil Matt Campbell              | Porsche 4,2 l Flat-6 Atmo      | G     | 140   | + 9 tours           |
| 34   | LMGTE  | 60 | Iron Lynx                 | Paolo Ruberti Claudio Schiavoni Giorgio Sernagiotto      | Ferrari 488 GTE Evo            | G     | 140   | + 9 tours           |
| 34   | LMGTE  | 60 | Iron Lynx                 | Paolo Ruberti Claudio Schiavoni Giorgio Sernagiotto      | Ferrari F154CB 3,9 l V8 Turbo  | G     | 140   | + 9 tours           |
| 35   | LMGTE  | 95 | TF Sport                  | John Hartshorne Jonathan Adam Ollie Hancock              | Aston Martin Vantage AMR       | G     | 139   | + 10 tours          |
| 35   | LMGTE  | 95 | TF Sport                  | John Hartshorne Jonathan Adam Ollie Hancock              | Aston Martin 4,0 l V8 Bi-Turbo | G     | 139   | + 10 tours          |
| 36   | LMP3   | 9  | Graff                     | Matthias Kaiser Rory Penttinen                           | Ligier JS P320                 | M     | 120   | + 29 tours          |
| 36   | LMP3   | 9  | Graff                     | Matthias Kaiser Rory Penttinen                           | Nissan VK56 5,6 l V8 Atmo      | M     | 120   | + 29 tours          |
| Abd. | LMGTE  | 83 | Iron Lynx                 | Rahel Frey Michelle Gatting Manuela Gostner              | Ferrari 488 GTE Evo            | G     | 140   | Sortie de piste     |
| Abd. | LMGTE  | 83 | Iron Lynx                 | Rahel Frey Michelle Gatting Manuela Gostner              | Ferrari F154CB 3,9 l V8 Turbo  | G     | 140   | Sortie de piste     |
| Abd. | LMP3   | 12 | Racing Experience         | Tom Cloet David Hauser Gary Hauser                       | Duqueine M30 - D08             | M     | 93    | Arrêt en piste      |
| Abd. | LMP3   | 12 | Racing Experience         | Tom Cloet David Hauser Gary Hauser                       | Nissan VK56 5,6 l V8 Atmo      | M     | 93    | Arrêt en piste      |
| Abd. | LMP3   | 15 | RLR Msport                | Mike Benham Malthe Jakobsen Alex Kapadia                 | Ligier JS P320                 | M     | 38    | Contact             |
| Abd. | LMP3   | 15 | RLR Msport                | Mike Benham Malthe Jakobsen Alex Kapadia                 | Nissan VK56 5,6 l V8 Atmo      | M     | 38    | Contact             |
| Abd. | LMP3   | 18 | 1 AIM Villorba Corse      | Alessandro Bressan Damiano Fioravanti Andreas Laskaratos | Ligier JS P320                 | M     | 1     | Contact             |
| Abd. | LMP3   | 18 | 1 AIM Villorba Corse      | Alessandro Bressan Damiano Fioravanti Andreas Laskaratos | Nissan VK56 5,6 l V8 Atmo      | M     | 1     | Contact             |
| Abd. | LMP3   | 20 | Team Virage               | Charles Crews Garett Grist Rob Hodes                     | Ligier JS P320                 | M     | 1     | Contact             |
| Abd. | LMP3   | 20 | Team Virage               | Charles Crews Garett Grist Rob Hodes                     | Nissan VK56 5,6 l V8 Atmo      | M     | 1     | Contact             |

## Pole position et record du tour
- Pole position :  Logan Sargeant (#34 Racing Team Turkey) en 1 min 20 s 596
- Meilleur tour en course :

## À noter
- Longueur du circuit :
- Distance parcourue par les vainqueurs :